# Farasmanes II
Farasmanes II el Valiente o el Bravo (en idioma georgiano: ფარსმან II ქველი) fue un rey de Iberia (en la región de Kartli) de la dinastía Farnavazid, contemporáneo del emperador romano Adriano (años 117-138). El profesor Cyril Toumanoff sugiere los años 116–132 como los años del reinado de Farasmanes. Él aparece citado en varios registros de la historia clásica.

## Vida
Los anales georgianos medievales informan que la regla conjunta de Farasmanes con Farasmanes Avaz era la de una diarquía (dos gobernantes en simultáneo), pero varios estudiosos modernos consideran que la diarquía ibérica sería poco probable ya que no está corroborada por la evidencia contemporánea. Se dice que Farasmanes fue hijo de su predecesor, el rey Amazasp I. Se dice que se casó con Ghadana, hija del rey Vologases III de Partia, que gobernó en Armenia. Según la vida medieval de los reyes, la amistad tradicional de los dos díaros se agrió por instigación de la esposa iraní de Mihrdat. Toumanoff considera esta información una retroproyección de la enemistad históricamente registrada de Farasmanes I de Iberia y su hermano Mitrídates de Armenia. La crónica continúa con una historia de una alianza armenio-romana y su invasión de la Iberia respaldada por Irán en la que Farasmanes encuentra su muerte.

## Reinado

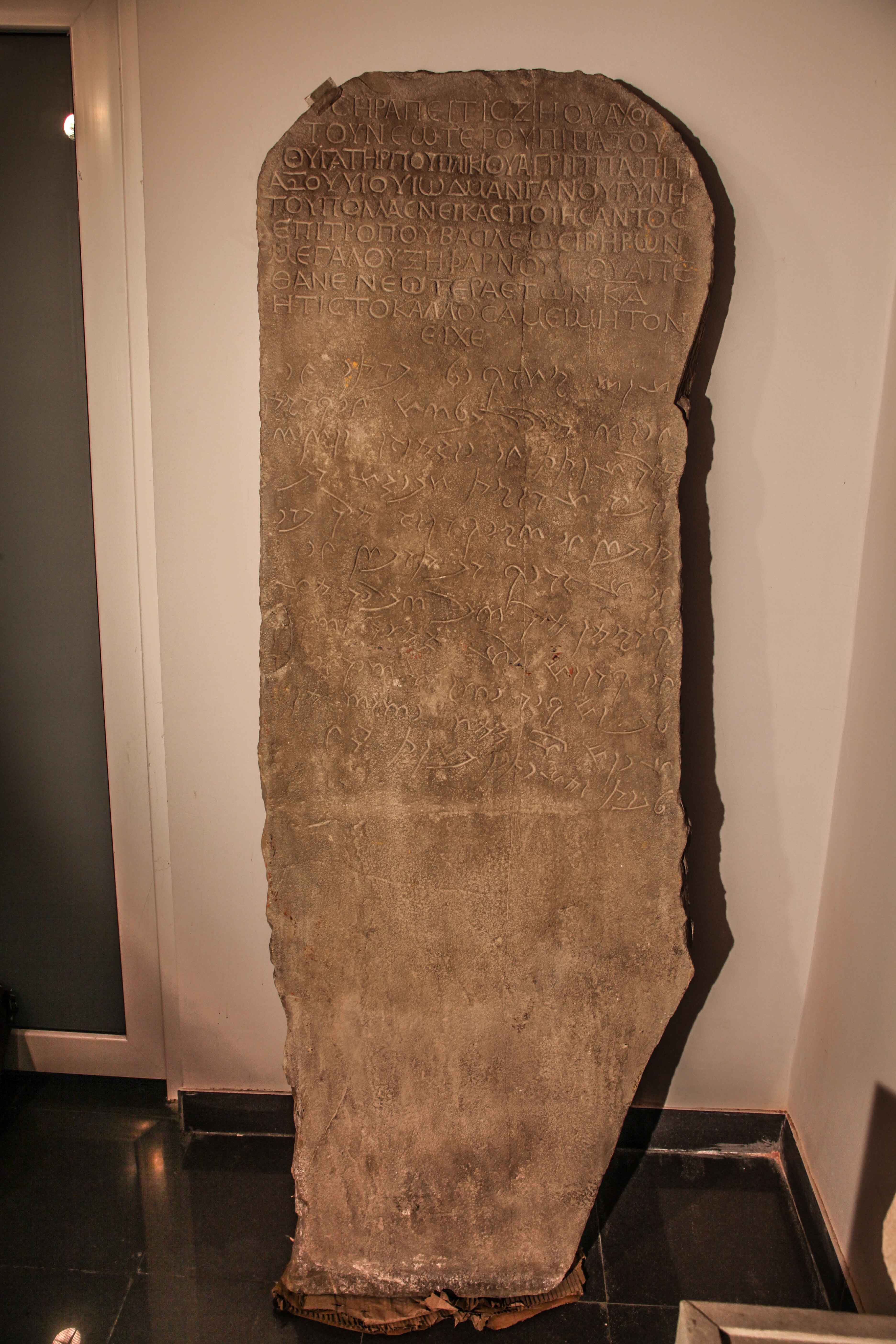
Estela de Serapit donde se menciona a Farasmanes II

Los anales reales georgianos hacen descripción al rey Farasmanes II de la siguiente manera:
  ფარსმან ქუელი იყო კაცი კეთილი და უხუად მომნიჭებელი და შემნდობელი, ასაკითა შუენიერი, ტანითა დიდი და ძლიერი, მჴნე მჴედარი და შემმართებელი ბრძოლისა, უშიში ვითარცა უჴორცო და ყოვლითავე უმჯობესი ყოველთა მეფეთა ქართლისათა, რომელნი გარდაცვალებულ იყვნეს უწინარეს მისსა.
   Traducción: "Farasmanes el Valiente era un hombre de bondad, abundancia y compasión, bello de su edad, de cuerpo grande y fuerte, jinete valiente y guerrero inspirador, intrépido como sin carne y más grande con todo de todos los reyes de Kartli, que habían muerto antes él."
Los autores clásicos contemporáneos, con antecedentes históricos más sólidos, se centran en las inquietas relaciones de Farasmanes con Roma. En 129 se negó a venir y rendir homenaje al emperador Adriano.
Según Aelius Spartianus, uno de los autores de la Historia Augusta:
"Y cuando algunos de los reyes vinieron a él, los trató de tal manera que aquellos que se habían negado a venir se arrepintieron. Tomó este curso especialmente a causa de Farasmanes, que había despreciado altivamente su invitación."
Luego, Farasmanes fue de gira por el Este, e instó a los alanos a atacar las provincias romanas vecinas, dándoles un paso a través de su reino, a pesar de que el emperador le había enviado más regalos, incluido un elefante de guerra, que a cualquier otro rey del Este. En su piqué, Adriano vistió a unos 300 delincuentes con las capas bordadas en oro que formaban parte del regalo de devolución de Pharasmanes, y los envió a la arena.
De acuerdo con Spartianus:
   "Mostró una multitud de favores a muchos reyes, pero de un número incluso compró la paz, y algunos lo trataron con desprecio; a muchos les dio grandes regalos, pero ninguno más grande que al rey de los íberos, porque a él le dio un elefante y una banda de cincuenta hombres, además de magníficos regalos. Y después de haber recibido enormes regalos de Pharasmanes, incluyendo algunas capas bordadas con oro, envió a la arena a trescientos criminales condenados vestidos con capas bordadas de oro como un insulto al rey."

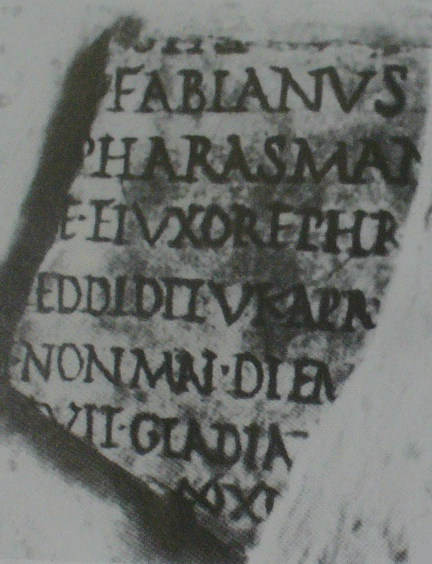
Fragmento del Fasti Ostienses donde Farasmanes II visita Roma

Finalmente, las fuentes antiguas informan de una visita muy honrada realizada por Pharasmanes al sucesor de Adriano, Antonino Pío. Según Dion Casio, llegó a Roma como invitado de Antonino Pío, junto con su esposa, hijo y séquito noble donde fue especialmente honrado, se le permitió sacrificarse en el Capitolio y tener su estatua ecuestre en el templo de Belona, y también el emperador aumentó el territorio de su reino. Este Farasmanes, sin embargo, podría haber sido Farasmanes III, el posible nieto de Farasmanes II. Esta visita fue registrada en un fragmento de Fasti Ostienses.
Según los anales reales georgianos, el rey Farasmanes fue envenenado por el chef enviado por los partos.
   მაშინ სპარსთა გება-ყვეს სიმარჯუე ესე, რამეთუ მოიყვანეს მზარეული ერთი, და აღუთქუეს მას კეთილი დიდი, და რქუეს ესრეთ, ვითარმედ: "წარვედ და შემწყნარე ფარსმან ქუელსა, და წარიტანე შენ თანა წამალი სასიკუდინე, და შეუზავე საჭმელსა თანა მისსა და შეაჭამე". ხოლო წარვიდა მზარეული იგი და ყო ეგრეთ, ვითარცა უთხრეს სპარსთა მათ. და ესრეთ მოკლა ფარსმან მეფე ქუელი.
   Traducción: "Y luego los persas trataron de tener cierta destreza, y trajeron a un chef, y le prometieron un gran otorgamiento, y le dijeron: 'Ve y sirve a Farasmanes el Valiente, y lleva contigo una medicina de la muerte, y mézclalo con su comida. y haz que se lo coma'. Y un chef fue y lo hizo, como los persas le dijeron. Y así fue como mató a Farasmanes, el valiente rey."